# Stajićevo
Stajićevo (en serbe cyrillique : Стајићево ; en hongrois : Óécska) est une localité de Serbie située dans la province autonome de Voïvodine et sur le territoire de la Ville de Zrenjanin, district du Banat central. Au recensement de 2011, elle comptait 1 839 habitants.
Stajićevo est officiellement classé parmi les villages de Serbie.

## Histoire
Stajićevo a été fondé en 1922, par des familles serbes venues d'Elemir, Aradac, Farkaždin, Ečka, Taraš, Kumane, Botoš et Orlovat. Jusqu'en 1925, environ 200 maisons furent construites, habitées par environ 1 000 Serbes.
En 1991, un camp d'internement a été créé dans la localité dans les locaux de l'ancienne ferme de Livade. Ce camp, connu sous le nom de camp de Stajićevo (en serbe : Logor Stajićevo), était destiné à des soldats des forces croates et à des civils de Vukovar.

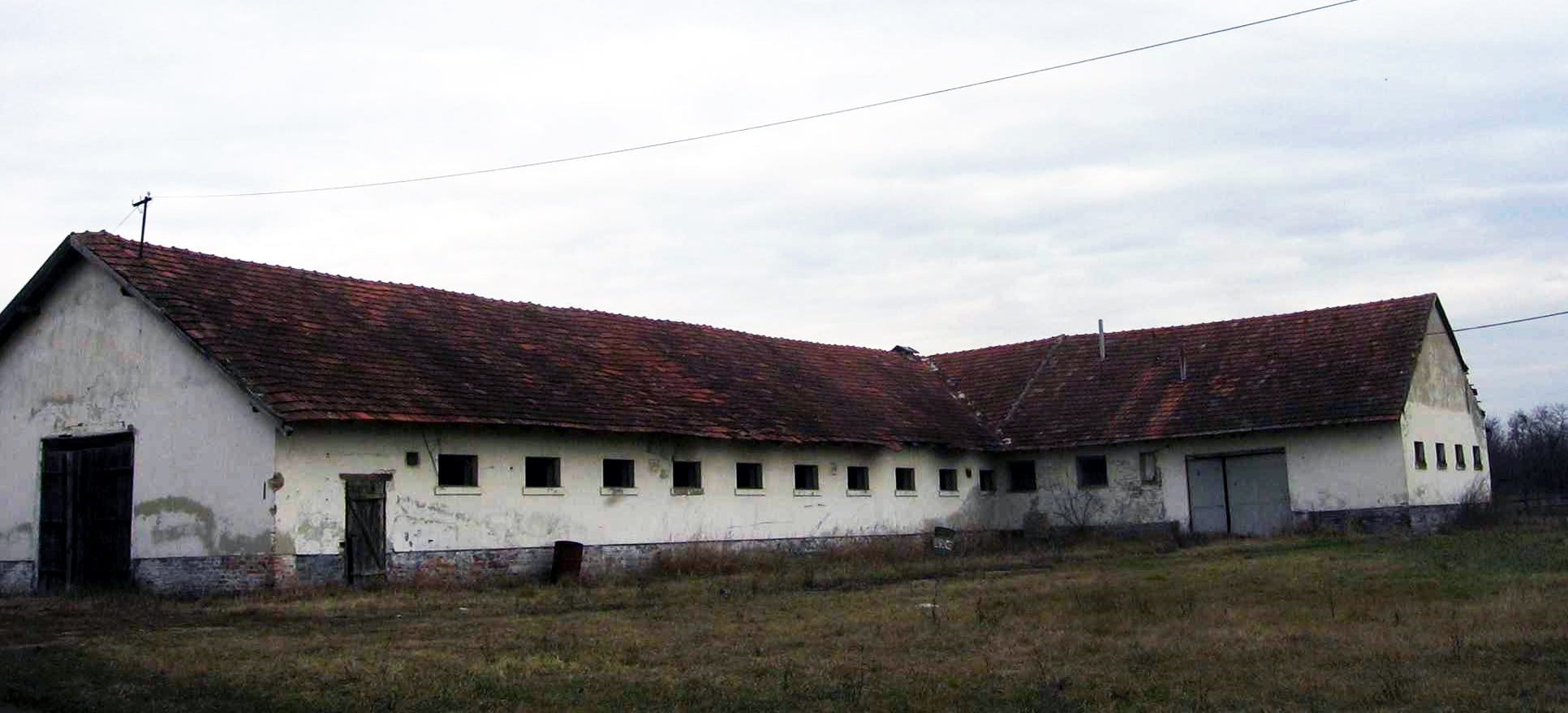
Les étables de la coopérative agricole de Livade, transformées en camp d'internement

## Démographie

### Évolution historique de la population
| 1948  | 1953  | 1961  | 1971  | 1981  | 1991  | 2002  | 2011  |
| ----- | ----- | ----- | ----- | ----- | ----- | ----- | ----- |
| 1 133 | 1 229 | 1 413 | 1 607 | 1 993 | 2 058 | 1 999 | 1 839 |

|  |